# 佩皮·巴德尔
佩皮·巴德尔（德語：Pepi Bader，1941年5月29日—2021年10月30日），德国男子雪车运动员。他曾代表西德参加1968年和1972年冬季奥林匹克运动会雪车比赛，获得二枚银牌，均来自男子双人项目。